# MegaCharts
MegaCharts este o companie de statistică care se ocupă de clasamentele muzicale din Olanda, cele mai cunoscute fiind Mega Top 50 și Mega Album Top 100. MegaCharts este parte a GfK.

## Clasamentele Mega
Single-uri
- Mega Top 50
- Single Top 100
- Tipparade
- Mega Dance Top 30
- Mega Airplay Top 50[1]

Albume
- Mega Album Top 100
- Mega Compilation Top 30 -- cunoscut ca Mega Verzamelalbum Top 30
- Backcatalogue Top 50
- Scherpe Rand van Platenland -- Clasamente de cântece care nu sunt mainstrea,

DVD-uri / Altele
- Music DVD Top 30
- Film DVD Top 30
- Game Top 10

## Legături externe
- Site web oficial